# Delitto e castigo (miniserie televisiva 1963)
Delitto e castigo è uno sceneggiato televisivo trasmesso dalla Rai nel 1963.
Tratto dall'omonimo romanzo di Fëdor Dostoevskij, è stato adattato per il piccolo schermo da Giovanni Vallon. La regia televisiva è di Anton Giulio Majano che è stato uno dei padri di questo genere, ossia lo sceneggiato televisivo.
Venne trasmesso sul Secondo Programma (l'odierna Rai 2) in sei puntate nella prima serata del giovedì sera dal 30 maggio al 4 luglio.

## Ilcast
Il cast era costituito da attori di provata capacità e di formazione teatrale (Luigi Vannucchi, Mario Feliciani, Lida Ferro, Ubaldo Lay, Ivo Garrani, ecc.) e includeva una ancor giovanissima Loretta Goggi.

## La vicenda
La vicenda è ambientata, a differenza del romanzo, che si svolge nella calura estiva, in una gelida San Pietroburgo.
Protagonisti sono il giovane e tormentato Raskolnikov (Luigi Vannucchi) - omicida reo confesso - e la bella Sonja (Ilaria Occhini), sfortunata e dolce fanciulla conosciuta nei bassifondi pietroburghesi.

## Ilremake
Vent'anni dopo, nel 1983, il romanzo ha avuto una nuova trasposizione in miniserie televisiva (stesso titolo: Delitto e castigo) a opera di Mario Missiroli, su sceneggiatura di Tullio Kezich e con l'interpretazione di Mattia Sbragia e Susanna Martinková.